# Валеріан та місто тисячі планет
«Вале́ріан та місто тисячі планет» (англ. Valerian and the City of a Thousand Planets) — французький фантастичний фільм режисера і сценариста Люка Бессона, світова прем'єра якого відбулася 21 липня 2017 року.
Режисер планував зняти цей фільм впродовж 20 років. Бессон не тільки зайнявся режисурою, а й взяв участь у написанні сценарію. В основу сюжету лягла серія французьких коміксів «Валеріан та Лорелін», яка друкувалася у Франції з 1967 до 2013 року. Головні герої, брюнет Валеріан і його рудоволоса супутниця Лорелін подорожували у часі та просторі. Сильний, сміливий і добрий герой в компанії дуже розумної дівчини переживали різні пригоди, а сам комікс вплинув на подальший розвиток фантастики. Сліди «Валеріана і Лорелін» можна знайти в різних фільмах — від «Зоряних воєн» до «П'ятого елемента» і «Аватара».
У фільмі знялися Кара Делевінь, Ітан Гоук, Джон Гудман, Дейн Де Гаан, Клайв Оуен, Рутгер Гауер, Ріанна та інші. 70 % героїв фільму — інопланетні істоти.

## Сюжет
Фільм починається із хроніки будівництва космічної станції «Альфа» на орбіті Землі та знайомства з іншопланетними цивілізаціями. В 2300 станція стає надто великою, тому її відправляють у політ до Магеланової хмари.
На планету Мьюл падають уламки космічних кораблів. Аборгени ховаються серед них перед тим як падає найбільший. Місцева принцеса посилає імпульс, що за якийсь час досягає станції «Альфа». Її жителі, Вале́ріан і Лорелін, — космічні спецагенти. Вони прямують до планети Кіріан, дорогою Валеріан згадує дивний сон, насланий імпульсом, в якому бачив загибель невідомої планети. Спецагенти розшукують рідкісну тварину мьюлського конвертера на тамтешньому ринку, схованому в іншому вимірі. Істота особлива тим, що може створювати копії будь-чого, згодованого їй. Викритий торговець обіцяє помститися, він посилає навздогін чудовисько. Валеріан і Лорелін встигають відлетіти та знайти разом з конвертером перлину, що містить величезний запас енергії. Валеріан з'ясовує, що перлина походить з Мьюл, але відомості ту планету заблоковано. Командор «Альфи» Арун розповідає про більшу проблему — в центрі станції росте радіоактивна зона, що загрожує поглинути всю «Альфу» впродовж тижня. Необхідно знайти та знищити джерело загрози.
Під час наради щодо майбутньої місії мьюлці нападають на станцію та викрадають командора. Валеріан біжить за нападниками навпростець і наздоганяє корабель прибульців. Він опиняється в радіоактивній зоні, Лорелін вирушає на його пошуки. Торговці підказують їй поплисти у водну частину «Альфи», де можна знайти кортексну медузу, що може показати все, що бачила. Добувши істоту, Лорелін бачить номер рівня, де востаннє був другий спецагент. Там вона і знаходить напарника.
Захоплена в полон мьюлка розповідає, що на станцію напали аби забрати конвертера. Валеріан з Лорелін опиняються біля чужинської зони. Валеріан іде до так званої Райської алеї за актрисою Баббл, котра може набути вигляду будь-кого й надати його іншому. Той звільняє актрису з клубу сутенера Джоллі. Вдвох вони під виглядом дикуна приходять на бенкет місцевого вождя, що хоче з'їсти Лорелін. У ході бійки їм вдається втекти. Поранена в бою Баббл помирає, спецагенти продовжують пошуки джерела загрози. Вони бачать, що зона в центрі станції насправді безпечна.
Спецагенти знаходять командора в оточенні мьюлців. Їхній імператор пояснює, що загибла принцеса Ліхо обрала Валеріана хранителем своєї душі. Мьюлці добували в морях перлини, які підтримували гармонію природи, а потім віддавали їх землі за допомогою конвертерів. Коли над Мьюл розпочалася війна, планета загинула, проте вцілілі мьюлці врятувалися на впалому кораблі. Після поневірянь всесвітом вони сховалися на «Альфі», де знайшли спосіб створити собі нову планету, побудувавши власний корабель. Для цього не вистачає тільки перлини та конвертера. Валеріан здогадується, що Арун командував боєм і щоб сховати докази своєї вини за знищення планети заблокував дані про неї, а тепер хоче вбити вцілілих аборигенів. Якби людям довелося платити мьюлцям компенсацію, це розорило б їх. Валеріан, попри наказ Аруна, віддає мьюлцям перлину і конвертера.
Валеріан знаходить модуль з найдавнішої частини станції, звідки телефонує командуванню. Він розповідає як Арун вигадав небезпеку, щоб приховати злочин. Командор віддає наказ бойовим роботам атакувати всіх, і мьюлців, і свідків. Корабель відлітає, тим самим не даючи нікого вбити. Аруна спецагенти лишають на «Альфі» зв'язаним, щоб віддати правосуддю. Валеріан з Лорелін опиняються в космосі, чекаючи коли їх заберуть.

## Акторський склад
- Дейн Де Гаан — Валеріан[4]
- Кара Делевінь — Лорелін[4]
- Клайв Овен — командор Арун Філітт[4]
- Ріанна — Баббл[5]
- Ітан Гоук — сутенер Джоллі[4]
- Гербі Генкок[5] — Міністр оборони
- Кріс Ву — капітан Неза[6]
- Рутгер Гауер — Президент Світової Федерації
- Елізабет Дебікі — імператор Хабан-Лімаї (голос)
- Джон Гудмен — Ігон Сірусс (голос)
- Саша Лусс — принцеса Ліхо-Мінаа
- Сем Спруел — генерал Окто Бар
- Ален Шаба — пірат Боб
- Матьє Кассовітц — Камелот
- Йонас Блоке — Воїн K-Tron / Солдат диспетчерської

## Український дубляж
Переклад — Надія Бойван
Режисер дубляжу — Людмила Петриченко
Звукорежисер — Олександр Мостовенко, Юрій Антонов
Ролі дублювали: Андрій Федінчик, Антоніна Якушева, Андрій Твердак, Кирило Микитенко, Катерина Качан, Наталя Ярошенко, Людмила Петриченко, Дмитро Завадський, Дмитро Терещук, Віктор Данилюк, Андрій Мостренко, Борис Георгієвський, Олександр Погребняк, Євген Сардаров.

## Нагороди та номінації
| Список нагород та номінацій фільму | Список нагород та номінацій фільму | Список нагород та номінацій фільму | Список нагород та номінацій фільму | Список нагород та номінацій фільму | Список нагород та номінацій фільму |
| Кінофестиваль/Кінопремія           | Рік                                | Категорія                          | Номінант(и)                        | Результат                          | Дж                                 |
| ---------------------------------- | ---------------------------------- | ---------------------------------- | ---------------------------------- | ---------------------------------- | ---------------------------------- |
| Європейський кіноприз              | 15.12.2018                         | Приз глядацьких симпатій           | Валеріан та місто тисячі планет    | Номінація                          | [ 9 ]                              |

## Цікаві факти
- На 2 хвилині 31 секунді у керівника однієї з делегацій на рукаві видно шеврон з тризубом на тлі українського прапора. Український прапор також видно в цей момент в глибині сцени. З цього приводу міністр інфраструктури України Володимир Омелян написав: «Ну що ж, за Україну у XXVIII столітті я спокійний. Українська делегація прибуває на станцію „Альфа“ в Магелановій галактиці. Нікого з нинішніх політиків у її складі вже немає, значить в Україні все нарешті добре. PS. Судячи з радісних свіжих облич — транспортна галузь функціонує відмінно. Значить, всі реформи на початку ХХІ століття були започатковані правильно»[10].
- Американське видання «Film» у 2021 році зарахувало «Валеріан і місто тисячі планет» до 15-и найгірших науково-фантастичних фільмів останніх 20-и років[11].